# Regionaltangente West
| RTW im ÖPNV der Region |                               |                                                       |                                                       |
| Streckenlänge: | 52 km                         |                                                       |                                                       |
| Spurweite: | 1435 mm (Normalspur)          |                                                       |                                                       |
| Zweigleisigkeit: | weitgehend                    |                                                       |                                                       |
| |                               |                                                       |                                                       |
| Eröffnung: | etwa 2026 bzw. 2029 (geplant) |                                                       |                                                       |
| Stationen: | 26                            |                                                       |                                                       |
| \| \| \| Weiterführung nach Niederursel/Nordwestzentrum \| \| \| \| \| Gewerbegebiet Praunheim \| \| \| \| \| C-Strecke zum Industriehof \| \| \| \| \| A 5 \| \| \| \| \| RTW nach Bad Homburg (höhengleich) \| \| \| \| \| Homburger Bahn \| \| \| \| \| RTW von Bad Homburg (höhenfrei) \| \| \| \| \| Überleitstelle \| \| \| \| \| \| \| \| \| \| Eschborn Ost (mit Abstellanlage) \| \| \| \| \| \| \| \| \| \| Eschborn Süd (Kronberger Bahn) \| \| \| \| \| Carl-Sonnenschein-Siedlung/Düsseldorfer Straße \| \| \| \| \| A 66 \| \| \| \| \| Übergang BOStrab – EBO \| \| \| \| \| Dunantsiedlung \| \| \| \| \| Sodener Bahn von Bad Soden (höhengleich) \| \| \| \| \| Sossenheim Bf (bisher Hp) \| \| \| \| \| Höchst Stadtpark \| \| \| \| \| Taunus-/Main-Lahn-Bahn von Frankfurt Hbf \| \| \| \| \| Übergang EBO – BOStrab \| \| \| \| \| Höchst Bf \| \| \| \| \| Taunus-/Main-Lahn-/Königsteiner Bahn \| \| \| \| \| Industriepark Ost \| \| \| \| \| Leunabrücke \| \| \| \| \| Industriepark Süd \| \| \| \| \| Beginn Bahndamm \| \| \| \| \| Schwanheimer Knoten \| \| \| \| \| B 40 \| \| \| \| \| Übergang BOStrab – EBO \| \| \| \| \| Überleitstelle \| \| \| \| \| Mainbahn nach Mainz \| \| \| \| \| Überleitstelle \| \| \| \| \| Ende Bahndamm \| \| \| \| \| Flughafenschleife von Kelsterbach (höhenfrei) \| \| \| \| \| Westrampe Flughafenschleife \| \| \| \| \| A 3, B 43 \| \| \| \| \| Flughafen Regionalbf \| \| \| \| \| A 3 \| \| \| \| \| Gateway Gardens \| \| \| \| \| A 5, B 43 \| \| \| \| \| Ostrampe Flughafenschleife \| \| \| \| \| Mainbahn von Kelsterbach \| \| \| \| \| \| \| \| \| \| Riedbahn von Mannheim \| \| \| \| \| Stadion \| \| \| \| \| zur Neuen Niederräder Brücke \| \| \| \| \| zur Alten Niederräder Brücke \| \| \| \| \| \| \| \| \| \| Überwerfungsbauwerk \| \| \| \| \| von der Alten Niederräder Brücke \| \| \| \| \| Mörfelder Landstraße \| \| \| \| \| B 43/B 44 \| \| \| \| \| Umgehungsbahn nach Frankfurt Süd \| \| \| \| \| von Frankfurt Hbf (RV) \| \| \| \| \| von Frankfurt Hbf (S-Bahn) \| \| \| \| \| Verbindungskurve \| \| \| \| \| \| \| \| \| \| Überwerfungsbauwerk \| \| \| \| \| Übergang des östlichen Gleises auf die S-Bahn-Strecke \| \| \| \| \| A 3 \| \| \| \| \| Abzweig Dreieichbahn \| \| \| \| \| Neu-Isenburg Bf \| \| \| \| \| Übergang des östlichen Gleises von der S-Bahn-Strecke \| \| \| \| \| Kreuzungsbauwerk \| \| \| \| \| RTW über Dreieichbahn nach Dreieich-Buchschlag \| \| \| \| \| Übergang EBO – BOStrab \| \| \| \| \| Wilhelm-Leuschner-Straße \| \| \| \| \| Neu-Isenburg Zentrum \| \| \| \| \| Am Trieb \| \| \| \| \| Birkengewann \| \| \| \| \| Dreieich-Buchschlag Bf \| \| \| \| \| Dreieichbahn nach Dieburg \| \| \| \| \| nach Heidelberg \| \| |                               |                                                       |                                                       |
| |                               | Weiterführung nach Niederursel/Nordwestzentrum        |                                                       |
| U-Bahn-Bahnhof (Strecke außer Betrieb) |                               | Gewerbegebiet Praunheim                               | Gewerbegebiet Praunheim                               |
| U-Bahn-Abzweig geradeaus und nach links (Strecke außer Betrieb) |                               | C-Strecke zum Industriehof                            | C-Strecke zum Industriehof                            |
| |                               | A 5                                                   |                                                       |
| U-Bahn-Abzweig mit Eisenbahn ehemals quer und von rechts · U-Bahn-Abzweig geradeaus und von rechts (Strecke außer Betrieb) |                               | RTW nach Bad Homburg (höhengleich)                    | RTW nach Bad Homburg (höhengleich)                    |
| U-Bahn-Abzweig mit Eisenbahn ehemals geradeaus und nach links · U-Bahn-Kreuzung mit Eisenbahn geradeaus oben (Strecke geradeaus außer Betrieb) |                               | Homburger Bahn                                        | Homburger Bahn                                        |
| U-Bahn-Verschwenkung von links und von rechts (Strecke außer Betrieb) |                               | RTW von Bad Homburg (höhenfrei)                       | RTW von Bad Homburg (höhenfrei)                       |
| U-Bahn-Überleitstelle / Spurwechsel (Strecke außer Betrieb) |                               | Überleitstelle                                        | Überleitstelle                                        |
| U-Bahn-Verschwenkung nach links und nach rechts (Strecke außer Betrieb) |                               |                                                       |                                                       |
| U-Bahn-Haltepunkt / Haltestelle (Strecke außer Betrieb) · U-Bahn-Betriebs-/Güterbahnhof Streckenende (Strecke außer Betrieb) |                               | Eschborn Ost (mit Abstellanlage)                      | Eschborn Ost (mit Abstellanlage)                      |
| U-Bahn-Verschwenkung von rechts (Strecke außer Betrieb) |                               |                                                       |                                                       |
| ehemaliger U-Bahn-Turmhaltepunkt mit Eisenbahn-Strecke quer geradeaus oben (Strecke geradeaus außer Betrieb) |                               | Eschborn Süd (Kronberger Bahn)                        | Eschborn Süd (Kronberger Bahn)                        |
| U-Bahn-Haltepunkt / Haltestelle (Strecke außer Betrieb) |                               | Carl-Sonnenschein-Siedlung/Düsseldorfer Straße        | Carl-Sonnenschein-Siedlung/Düsseldorfer Straße        |
| |                               | A 66                                                  |                                                       |
| U-Bahn-Grenze mit Eisenbahn (Strecke außer Betrieb) |                               | Übergang BOStrab – EBO                                | Übergang BOStrab – EBO                                |
| Haltepunkt / Haltestelle (Strecke außer Betrieb) |                               | Dunantsiedlung                                        | Dunantsiedlung                                        |
| Abzweig ehemals geradeaus und von rechts |                               | Sodener Bahn von Bad Soden (höhengleich)              | Sodener Bahn von Bad Soden (höhengleich)              |
| Bahnhof |                               | Sossenheim Bf (bisher Hp)                             | Sossenheim Bf (bisher Hp)                             |
| ehemaliger Haltepunkt / Haltestelle |                               | Höchst Stadtpark                                      | Höchst Stadtpark                                      |
| Abzweig ehemals geradeaus und nach links · Abzweig von links und von rechts |                               | Taunus-/Main-Lahn-Bahn von Frankfurt Hbf              | Taunus-/Main-Lahn-Bahn von Frankfurt Hbf              |
| Grenze mit U-Bahn (Strecke außer Betrieb) · Strecke |                               | Übergang EBO – BOStrab                                | Übergang EBO – BOStrab                                |
| U-Bahn-Bahnhof (Strecke außer Betrieb) · Bahnhof mit S-Bahn-Halt |                               | Höchst Bf                                             | Höchst Bf                                             |
| U-Bahn-Kreuzung mit Eisenbahn geradeaus unten (Strecke geradeaus außer Betrieb) · Strecke nach rechts |                               | Taunus-/Main-Lahn-/Königsteiner Bahn                  | Taunus-/Main-Lahn-/Königsteiner Bahn                  |
| U-Bahn-Haltepunkt / Haltestelle (Strecke außer Betrieb) |                               | Industriepark Ost                                     | Industriepark Ost                                     |
| U-Bahn-Brücke über Wasserlauf (Strecke außer Betrieb) |                               | Leunabrücke                                           | Leunabrücke                                           |
| U-Bahn-Haltepunkt / Haltestelle (Strecke außer Betrieb) |                               | Industriepark Süd                                     | Industriepark Süd                                     |
| U-Bahn-Strecke Anfang Hochstrecke (außer Betrieb) |                               | Beginn Bahndamm                                       | Beginn Bahndamm                                       |
| |                               | Schwanheimer Knoten                                   |                                                       |
| |                               | B 40                                                  |                                                       |
| |                               | Übergang BOStrab – EBO                                |                                                       |
| Überleitstelle / Spurwechsel rechts (Strecke außer Betrieb) |                               | Überleitstelle                                        | Überleitstelle                                        |
| Kreuzung (Strecke geradeaus außer Betrieb) |                               | Mainbahn nach Mainz                                   | Mainbahn nach Mainz                                   |
| Überleitstelle / Spurwechsel links (Strecke außer Betrieb) |                               | Überleitstelle                                        | Überleitstelle                                        |
| Strecke Ende Hochstrecke (außer Betrieb) |                               | Ende Bahndamm                                         | Ende Bahndamm                                         |
| Abzweig ehemals geradeaus und von rechts |                               | Flughafenschleife von Kelsterbach (höhenfrei)         | Flughafenschleife von Kelsterbach (höhenfrei)         |
| Tunnelanfang |                               | Westrampe Flughafenschleife                           | Westrampe Flughafenschleife                           |
| |                               | A 3, B 43                                             |                                                       |
| Bahnhof mit S-Bahn-Halt (im Tunnel) |                               | Flughafen Regionalbf                                  | Flughafen Regionalbf                                  |
| |                               | A 3                                                   |                                                       |
| S-Bahn-Halt (im Tunnel) |                               | Gateway Gardens                                       | Gateway Gardens                                       |
| |                               | A 5, B 43                                             |                                                       |
| Tunnelende |                               | Ostrampe Flughafenschleife                            | Ostrampe Flughafenschleife                            |
| Strecke von links · Kreuzung geradeaus oben |                               | Mainbahn von Kelsterbach                              | Mainbahn von Kelsterbach                              |
| Abzweig geradeaus und nach links · Abzweig geradeaus und von rechts |                               |                                                       |                                                       |
| Abzweig geradeaus und von rechts · Strecke |                               | Riedbahn von Mannheim                                 | Riedbahn von Mannheim                                 |
| Bahnhof mit S-Bahn-Halt · S-Bahnhof |                               | Stadion                                               | Stadion                                               |
| Strecke · Abzweig ehemals geradeaus und nach links |                               | zur Neuen Niederräder Brücke                          | zur Neuen Niederräder Brücke                          |
| Abzweig geradeaus und nach links · Kreuzung geradeaus oben (Strecke geradeaus außer Betrieb) |                               | zur Alten Niederräder Brücke                          | zur Alten Niederräder Brücke                          |
| Strecke nach halblinks · Strecke nach halbrechts (außer Betrieb) |                               |                                                       |                                                       |
| Strecke von halblinks (außer Betrieb) · Strecke von halbrechts |                               | Überwerfungsbauwerk                                   | Überwerfungsbauwerk                                   |
| Strecke (außer Betrieb) · Abzweig geradeaus und von links |                               | von der Alten Niederräder Brücke                      | von der Alten Niederräder Brücke                      |
| Haltepunkt / Haltestelle (Strecke außer Betrieb) · Strecke |                               | Mörfelder Landstraße                                  | Mörfelder Landstraße                                  |
| |                               | B 43/B 44                                             |                                                       |
| Abzweig ehemals geradeaus und von links · Abzweig nach links und nach rechts |                               | Umgehungsbahn nach Frankfurt Süd                      | Umgehungsbahn nach Frankfurt Süd                      |
| Strecke · Strecke von links · Strecke quer |                               | von Frankfurt Hbf (RV)                                | von Frankfurt Hbf (RV)                                |
| Strecke · Strecke · Strecke von links |                               | von Frankfurt Hbf (S-Bahn)                            | von Frankfurt Hbf (S-Bahn)                            |
| Abzweig ehemals geradeaus und nach links · Abzweig geradeaus und von rechts · Strecke |                               | Verbindungskurve                                      | Verbindungskurve                                      |
| Strecke (außer Betrieb) · Strecke nach halblinks · Strecke nach halbrechts |                               |                                                       |                                                       |
| Strecke (außer Betrieb) · Strecke von halblinks · Strecke von halbrechts |                               | Überwerfungsbauwerk                                   | Überwerfungsbauwerk                                   |
| Abzweig geradeaus und nach links (Strecke außer Betrieb) · Abzweig geradeaus und ehemals von rechts · Strecke |                               | Übergang des östlichen Gleises auf die S-Bahn-Strecke | Übergang des östlichen Gleises auf die S-Bahn-Strecke |
| |                               | A 3                                                   |                                                       |
| Strecke von links (außer Betrieb) · Strecke ehemals nach rechts und von links · Strecke nach rechts und von links · Abzweig geradeaus und nach rechts |                               | Abzweig Dreieichbahn                                  | Abzweig Dreieichbahn                                  |
| Haltepunkt / Haltestelle (Strecke außer Betrieb) · S-Bahnhof · Strecke · Haltepunkt / Haltestelle |                               | Neu-Isenburg Bf                                       | Neu-Isenburg Bf                                       |
| Abzweig geradeaus und von links (Strecke außer Betrieb) · Abzweig geradeaus und ehemals nach rechts · Strecke · Strecke |                               | Übergang des östlichen Gleises von der S-Bahn-Strecke | Übergang des östlichen Gleises von der S-Bahn-Strecke |
| Strecke nach links (außer Betrieb) · Kreuzung links (Querstrecke außer Betrieb) · Kreuzung (Querstrecke außer Betrieb) · Kreuzung rechts (Querstrecke außer Betrieb) · Strecke von rechts (außer Betrieb) |                               | Kreuzungsbauwerk                                      | Kreuzungsbauwerk                                      |
| Strecke · Strecke · Abzweig geradeaus und ehemals von links · Abzweig geradeaus und nach rechts (Strecke außer Betrieb) |                               | RTW über Dreieichbahn nach Dreieich-Buchschlag        | RTW über Dreieichbahn nach Dreieich-Buchschlag        |
| Strecke · Strecke · Strecke · Grenze mit U-Bahn (Strecke außer Betrieb) |                               | Übergang EBO – BOStrab                                | Übergang EBO – BOStrab                                |
| Strecke · Strecke · Strecke · U-Bahn-Haltepunkt / Haltestelle (Strecke außer Betrieb) |                               | Wilhelm-Leuschner-Straße                              | Wilhelm-Leuschner-Straße                              |
| Strecke · Strecke · Strecke · U-Bahn-Bahnhof (Strecke außer Betrieb) |                               | Neu-Isenburg Zentrum                                  | Neu-Isenburg Zentrum                                  |
| Strecke · Strecke · Strecke · U-Bahn-Haltepunkt / Haltestelle (Strecke außer Betrieb) |                               | Am Trieb                                              | Am Trieb                                              |
| Strecke · Strecke · Strecke · U-Bahn-Kopfbahnhof Streckenende (Strecke außer Betrieb) |                               | Birkengewann                                          | Birkengewann                                          |
| S-Bahn-Halt · Strecke · Bahnhof |                               | Dreieich-Buchschlag Bf                                | Dreieich-Buchschlag Bf                                |
| Strecke · Strecke · Strecke nach links |                               | Dreieichbahn nach Dieburg                             | Dreieichbahn nach Dieburg                             |
| Strecke · Strecke |                               | nach Heidelberg                                       | nach Heidelberg                                       |

Die Regionaltangente West (RTW) ist ein in Bau befindliches Schienenverkehrsprojekt im Rhein-Main-Gebiet. Im Gegensatz zu den bestehenden S-Bahn-Linien und vielen Regionalbahnlinien soll sie die Region nicht sternförmig auf Frankfurt ausgerichtet erschließen, sondern tangentiale Verbindungen schaffen, so dass Umstiege in der Frankfurter Innenstadt entfallen und Reisezeit zwischen Zielen außerhalb Frankfurts eingespart wird. Auch werden der City-Tunnel und der Hauptbahnhof entlastet, die jeweils ihre Kapazitätsgrenzen erreicht haben.
Für das Projekt werden neue Eisenbahn- und Straßenbahnstrecken gebaut, die geplanten Linien werden aber auch bestehende Eisenbahnstrecken befahren. Insgesamt zwölf bestehende S-Bahn-Stationen sollen angefahren werden, darunter Frankfurt-Höchst und Flughafen Frankfurt Regionalbahnhof.
Nachdem im Januar 2015 die Vorplanung für den Frankfurter Stadtraum beendet wurde, begann im März 2017 das Planfeststellungsverfahren. Am 16. Mai 2022 war Baustart am Bahnhof Frankfurt Stadion. Eine Teilinbetriebnahme ist für etwa 2026, die Gesamtinbetriebnahme für 2029 geplant.

## Streckenverlauf

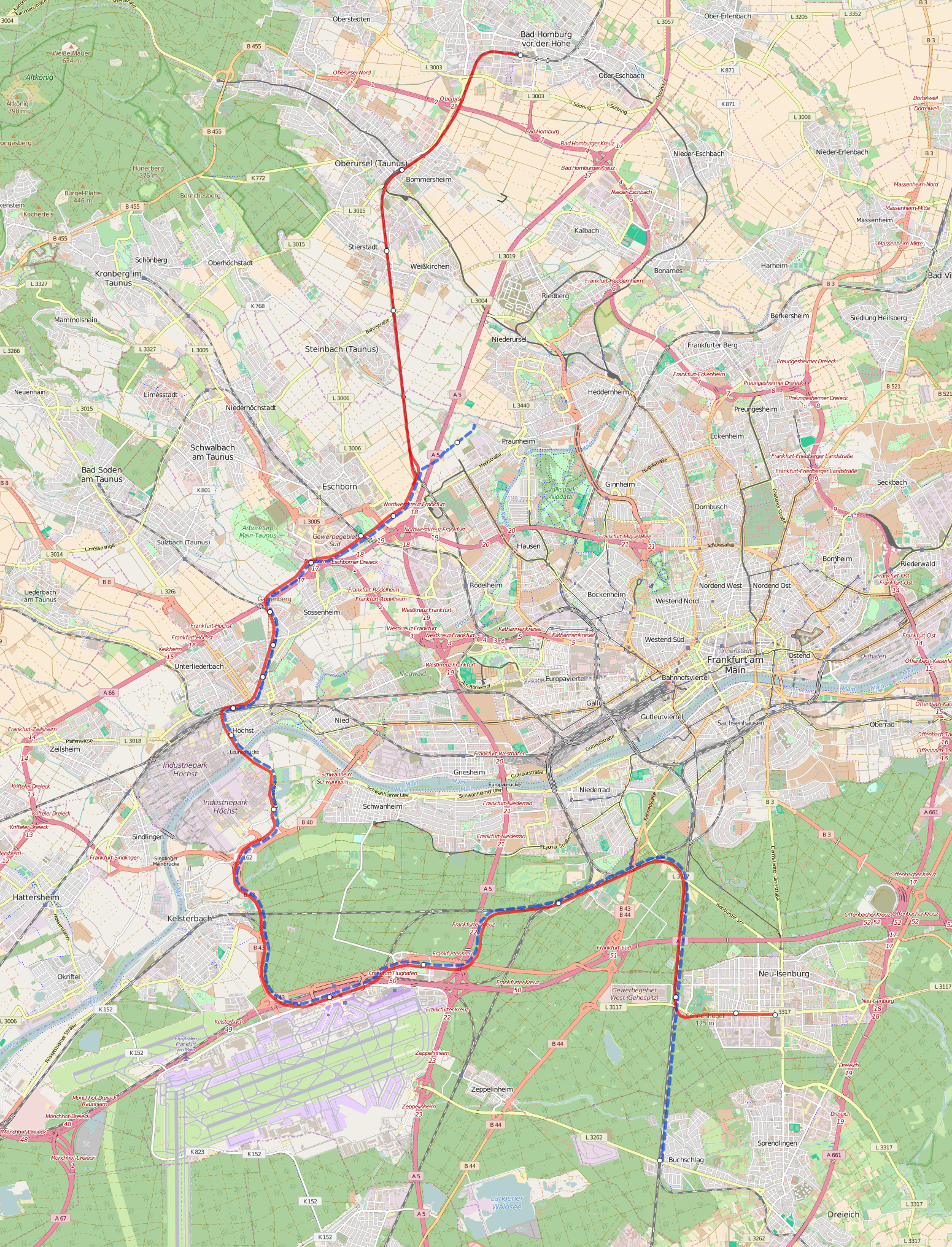
Karte des Streckenverlaufs

Die Regionaltangente West soll von zwei Linien befahren werden, die im Norden und Süden jeweils unterschiedliche Start- und Endpunkte haben. Den zentralen Teil der Strecke zwischen Eschborn und Neu-Isenburg teilen sich die beiden Linien jedoch. Dadurch soll bei jeweils halbstündlichem Takt beider Linien ein 15-Minuten-Takt auf diesem Teil der Strecke entstehen.
Als Zweisystembahn soll die RTW nur in Bereichen, in welchen sie Strecken des bestehenden Eisenbahnnetzes mitbenutzt, als Eisenbahn fahren; dies ist auf etwa zwei Dritteln des Linienweges der Fall. Auf den neu gebauten Strecken ist dagegen eine Fahrt als Stadtbahn vorgesehen. Es ist vorgesehen, den gesamten Streckenverlauf barrierefrei auszuführen, wobei besondere Fahrzeuge die unterschiedlichen Bahnsteighöhen von 76 cm im Regionalverkehr, 96 cm an mit der S-Bahn gemeinsamen Stationen und 80 cm an eigenen und mit der U-Bahn gemeinsamen Stationen ausgleichen sollen.
Es ist vorgesehen, die Strecke größtenteils zweigleisig auszuführen, wobei Ausnahmen im Bereich Stadion sowie für die südlichen Anschlussstrecken bestehen.

### Zentrale Strecke
Die zentrale Strecke soll im Norden etwa an der Brücke über die Homburger Bahn beginnen, an der ein Ast von selbiger und der Ast aus Praunheim zusammenlaufen. Die Strecke verläuft daraufhin, nach einigen hundert Metern Parallelführung zur A 5, nahe der Grenze zwischen dem Main-Taunus-Kreis und der Stadt Frankfurt, bis sie die Sodener Bahn erreicht. In diesem Bereich wird vor allem die Erschließung der Gewerbegebiete im Eschborner Süden und die des Sossenheimer Nordens verbessert. Dieser völlig neu zu errichtende Teil der Strecke beinhaltet eine dreigleisige Abstellanlage an der Station Eschborn Ost sowie an der Station Eschborn Süd einen Verknüpfungspunkt zu den S-Bahn-Linien S3 und S4 auf der Kronberger Bahn. Hier würde dadurch ein Turmbahnhof entstehen, in dem die Züge der Regionaltangente auf einer Brücke über dem bestehenden Haltepunkt halten.
Im weiteren Verlauf zum Bahnhof Frankfurt-Höchst sind ein Ausbau der bestehenden Strecke der Sodener Bahn auf zwei Gleise sowie die Errichtung eines neuen Haltepunktes Höchst Stadtpark geplant. Hierzu war ursprünglich eine Verbreiterung des Bahndammes der Sodener Bahn geplant. Dies ist jedoch aufgrund des Zustandes desselben nicht möglich. Eine mögliche Alternative ist eine ebenerdige Führung als Stadtbahn, die allerdings auch eine Umwidmung der Strecke zur selbigen zur Folge hätte. Im Rahmen dessen wurde auch eine Verlängerung der Straßenbahnlinie 11 über die Gleise der Regionaltangente West zum Höchster Bahnhof diskutiert und ab der Haltestelle „Zuckschwerdtstraße“ ein Planungsauftrag vergeben.
An der Nordseite des Bahnhofs sind einige Umbaumaßnahmen nötig, um diesen auf die Regionaltangente vorzubereiten. So soll am bestehenden Bahnsteig 6, dem nördlichsten Bahnsteig, künftig nur noch die Regionaltangente halten, während Königsteiner Bahn und Sodener Bahn am um eine Bahnsteigkante mit Stumpfgleis erweiterten Bahnsteig 5 halten sollen. Anpassungen der Weichenverbindungen ermöglichen so, unabhängig vom sonstigen Bahnhofsbetrieb zu verkehren. Der Höchster Bahnhof wird damit zum zweitwichtigsten Umsteigebahnhof in Frankfurt.
Vom Höchster Bahnhof aus, wo Anschluss an die S-Bahn-Linien S1 und S2 bestehen soll, ist erneut ein Neubauabschnitt angesetzt, der nach Unterquerung des Bahndammes auf eigenem Bahnkörper in der Leunastraße entlang der Ostgrenze des Industrieparks Höchst verläuft. In diesem Bereich sind zwei neue Haltestellen geplant, um die Erschließung des Industrieparks und des Höchster Westens zu verbessern. Vom Ende der Leunastraße an folgt die Strecke der B 40 nach Südwesten, bis sie auf die bestehende Flughafenschleife trifft, in der die Regionaltangente dem Verlauf der S-Bahn-Linien S8 und S9 folgt, zu denen an drei Haltestellen Umsteigemöglichkeit bestehen soll. Die Flughafenschleife wurde bis Dezember 2019 verlegt, um den neuen Stadtbezirk Gateway Gardens zu erschließen. Vor Erreichen des Bahnhofs Stadion, wo unter anderem Anschluss an die S-Bahn-Linie S7 besteht, endet diese gemeinsame Streckenführung. Hier soll der Bahnhof im Norden um einen Mittelbahnsteig erweitert werden, so dass in jede Richtung eigene Gleise für die S-Bahn-Linien und die Regionaltangente West zur Verfügung stehen. Letztere soll dabei die beiden inneren Gleise bedienen.
Im Folgenden ist es geplant, die Strecke auf ein Gleis zu verengen und auf die Südseite der Mainbahn zu führen, wo die Regionaltangente wiederum über zwei eigene Gleise verfügen soll. Von hier an ist vorgesehen, auf der Strecke Linksverkehr zu betreiben. Über eine bereits bestehende Verbindungskurve wird die Bahnstrecke Frankfurt am Main–Heidelberg in Richtung Neu-Isenburg erreicht, zu der zunächst in westlicher Parallellage verkehrt werden soll. Es ist vorgesehen, das RTW-Gleis in Richtung Süden unmittelbar vor der Kreuzung mit der A 3 mit dem S-Bahn-Gleis in die gleiche Richtung zusammenzuführen, auf dem sie bis nach Passage des Bahnhofs Neu-Isenburg geführt wird. Das Gleis in Richtung Höchst soll hingegen weiterhin separat geführt werden und in Neu-Isenburg einen eigenen Bahnsteig erhalten. Im Anschluss auf dem Bahnhof sollen beide Richtungsgleise der Regionaltangente auf ein Gleis zusammengeführt werden, nachdem die Strecke in Richtung Süden wieder aus den S-Bahn-Gleisen ausgefädelt hat.

### Anschlussstrecken im Norden
Im Norden soll ein Ast über die bestehende Homburger Bahn bis Bad Homburg weitergeführt werden und dort enden. Hier sind im Zuge der Errichtung der Regionaltangente West keine baulichen Änderungen geplant. Neben dem Anschluss an die S-Bahn-Linie S5 und die Regionalbahn-Linie RB 15, soll in Bad Homburg zukünftig auch Anschluss an die verlängerte U2 und über die ebenfalls verlängerte Linie RB 16 nach Friedberg bestehen. Letztere Maßnahmen sind für Ende 2028 angesetzt. Die Strecke soll hier nicht wie ursprünglich geplant an einem Stumpfgleis gegenüber der geplanten Endhaltestelle der U2 enden, sondern an den Bestandsgleisen, wo bahnsteiggleiche Umsteigemöglichkeiten zu S- und Regionalbahn gegeben sind. Zwar hat die Stadt Friedrichsdorf ebenfalls Interesse an einer Anbindung an die Regionaltangente West bekundigt, eine solche ist aber aktuell aus Kostengründen nicht geplant.
Der Ast nach Frankfurt ist bisher deutlich kürzer geplant und soll zunächst nur die Station „Gewerbegebiet Praunheim“ umfassen. Dort soll bahnsteiggleicher Anschluss an die U7 bestehen, die von der bisherigen Endhaltestelle „Praunheim Heerstraße“ zur neuen Station weitergeführt werden soll. Ursprünglich war in diesem Bereich eine Führung über die dann auszubauende Strecke von Praunheim Heerstraße zur Stadtbahnzentralwerkstatt vorgesehen; diese wurde jedoch wegen zu enger Kurvenradien und zu geringem Abstand zur Wohnbebauung verworfen und nach Norden verlegt, wo auch bessere Querungsmöglichkeiten für A 5 und Homburger Bahn bestehen. Auch war von hier aus eine Weiterführung nach Nordosten zum Nordwestzentrum geplant. Diese wurde allerdings verworfen, da eine oberirdische Führung aufgrund der Lage der Europäischen Schule nicht möglich ist und eine alternativ nötige Untertunnelung in etwa 18 m Tiefe als zu teuer eingeschätzt wird. Daher wird auch eine Führung entlang der A 5 nach Niederursel untersucht, wo ebenfalls eine Verknüpfung mit der A-Strecke der Frankfurter U-Bahn möglich wäre. Dies würde insbesondere auch den Riedberg erschließen.
Trotzdem ist eine Führung über Praunheim hinaus weiterhin angedacht; hier sind weitere Untersuchungen vorgesehen, die später in das Planfeststellungsverfahren mit eingebracht werden sollen. Aufgrund der geringeren Auslastung des Frankfurter Nordastes aufgrund der kürzeren Streckenlänge ist eine Flügelung der Linie ab Sossenheim Bahnhof vorgesehen, wobei ein Zugteil seine Fahrt über die Sodener Bahn nach Sulzbach und Bad Soden fortsetzen würde.

### Anschlussstrecken im Süden
Im Süden spaltet sich die Strecke am Neu-Isenburger Bahnhof nach Überführung über die Bahnstrecke Frankfurt am Main–Heidelberg in zwei kurze jeweils eingleisige Teilstrecken auf. Die Linie 1 soll über eine neue Straßenbahnstrecke geführt werden, die Isenburg-Zentrum und das Neubaugebiet Birkengewann im Neu-Isenburger Osten anbinden soll und zum Teil über die Trasse der stillgelegten  Bahnstrecke Neu Isenburg–Neu Isenburg Stadt verläuft. Über die bestehende Dreieichbahn soll die Linie 2 alle 30 Minuten eine Station weiter zum Bahnhof Dreieich-Buchschlag geführt werden. Hier ist ein Stumpfgleis als Endhaltepunkt vorgesehen, was jedoch aufgrund der längeren Laufwege von Lokalpolitikern parteiübergreifend abgelehnt wird. Sie fordern einen gemeinsamen Mittelbahnsteig, um bahnsteiggleichen Umstieg zur Dreieichbahn zu ermöglichen.
Es gibt darüber hinaus Bemühungen lokaler Politiker, eine Weiterführung nach Langen oder Dreieich-Sprendlingen durchzusetzen. Diese Vorschläge stehen in einer gewissen Konkurrenz zueinander. Nachdem dem Vorschlag aus Langen zunächst von Seiten der Planungsgesellschaft eine Absage erteilt worden war, beurteilte sie 2019 die Verlängerung im Rahmen einer vom Hauptprojekt unabhängigen Planung als machbar und volkswirtschaftlich sinnvoll. Die Idee, die Regionaltangente über Sprendlingen weiter in den Landkreis Offenbach zu verlängern, findet sich explizit im Erläuterungsbericht.

## Finanzierung
Die Regionaltangente West ist eines der zentralen Verkehrsprojekte, die das Land Hessen in sein Zehn-Punkte-Programm für den Ausbau des Schienennetzes in der Region Rhein-Main aufgenommen hat. Daher gab es eine Zusage von Bund und Land, einen Großteil der anfangs geschätzten Investitionen von 327,6 Millionen Euro zu übernehmen.
Dennoch sind etwa ein Drittel des Gesamtbetrages von den Gebietskörperschaften des Rhein-Main-Verkehrsverbundes (RMV) zu tragen, von der Stadt Frankfurt 180 Millionen Euro. Der Rhein-Main-Verkehrsverbund prognostiziert jährlich Betriebskosten in der Höhe von 20 Millionen Euro, von denen die Stadt Frankfurt höchstens 1,5 Millionen Euro zu tragen hätte. Die Stadt Frankfurt hingegen kalkuliert mit einer jährlichen Haushaltsbelastung von 5,7 Millionen Euro für eine Strecke, die aus ihrer Sicht peripher ist und eventuell Wirtschaftskraft an Frankfurt vorbei leitet.
Der Rhein-Main-Verkehrsverbund geht bei der Regionaltangente West von 46.000 Fahrgästen pro Tag aus, von denen 80 Prozent in Frankfurt ein- oder ausstiegen. Ein Drittel der Verkehrsteilnehmer wären Neukunden des Rhein-Main-Verkehrsverbundes, die gegenwärtig mit dem Auto zur Arbeit pendeln. Wäre, wie ursprünglich geplant, 2006 mit dem Bau begonnen worden, wurde mit einer Fertigstellung frühestens 2010 gerechnet. Zunächst ist ein 30-Minuten-Takt vorgesehen.
Die 2008 gegründete RTW-Planungsgesellschaft ging anfangs von einem Baubeginn im Jahr 2014 und einer Betriebsaufnahme im Jahr 2018 aus.
In der Dialog- und Informationsveranstaltung am 27. März 2017 in Oberursel prognostizierte Rolf Valussi, Geschäftsführer der Planungsgesellschaft der Regionaltangente West (RTW), den ersten Zug für 2023 oder 2024, sein Nachfolger Horst Amann im Herbst 2019 beim Beschluss der Gesellschafterversammlung zur Umsetzung des Milliardenprojektes (1,1 Milliarden Euro) einen Termin im Jahr 2026. Der Bau der Strecke sollte dabei frühestens 2021 begonnen werden.

## Verkehrliche Bewertung
Eine Nutzen-Kosten-Untersuchung des Verkehrsbüros Schüßler-Plan ergab 2003 einen Nutzen-Kosten-Quotient von 1,14. Eine Nachuntersuchung ergab 2007 sogar den geringfügig höheren Wert von 1,17 unter Einbeziehung von Interdependenzen mit dem S-Bahn-Ausbau zwischen Frankfurt Stadion und Frankfurt Flughafen Regionalbahnhof.

## Planung

### Politische Entscheidung
Die Frankfurter Stadtverordnetenversammlung hat am 15. Dezember 2005 mit den Stimmen der damaligen Vier-Parteien-Koalition den Gesamtverkehrsplan 2000 beschlossen. Dabei wurde der Magistrat der Stadt Frankfurt mit der Planung der Regionaltangente West beauftragt. Die bestehenden Straßenbahnlinien nach Höchst und Schwanheim sollten dabei so verlängert werden, dass sie Anschluss an die Regionaltangente West erhalten.
Daraufhin traf im Februar 2007 der Frankfurter Magistrat die Entscheidung, dass sich die Stadt Frankfurt mit 1,25 Millionen Euro an den 6 Millionen Euro betragenden Planungskosten für die Regionaltangente West beteiligt. Der Rest wird vom Land Hessen (drei Millionen Euro) und den Gesellschaftern des Rhein-Main-Verkehrsverbundes (RMV) aufgebracht.
Zum 1. Dezember 2008 wurde die Regionaltangente West-Planungsgesellschaft mit Sitz in Frankfurt mit dem Ziel gegründet, innerhalb von zirka drei Jahren die Voraussetzungen zum Bau (Planfeststellung und Finanzierung) zu schaffen. Dieser Termin konnte nicht eingehalten werden.

### Vorplanung
Die Planung der HOAI-Leistungsphasen 1 (Grundlagenermittlung) und 2 (Vorplanung) wurde am 1. Juli 2009 von der RTW Planungsgesellschaft mbH EU-weit ausgeschrieben. Die Planung sollte am 12. Oktober 2009 beginnen, verzögerte sich jedoch um einige Wochen.

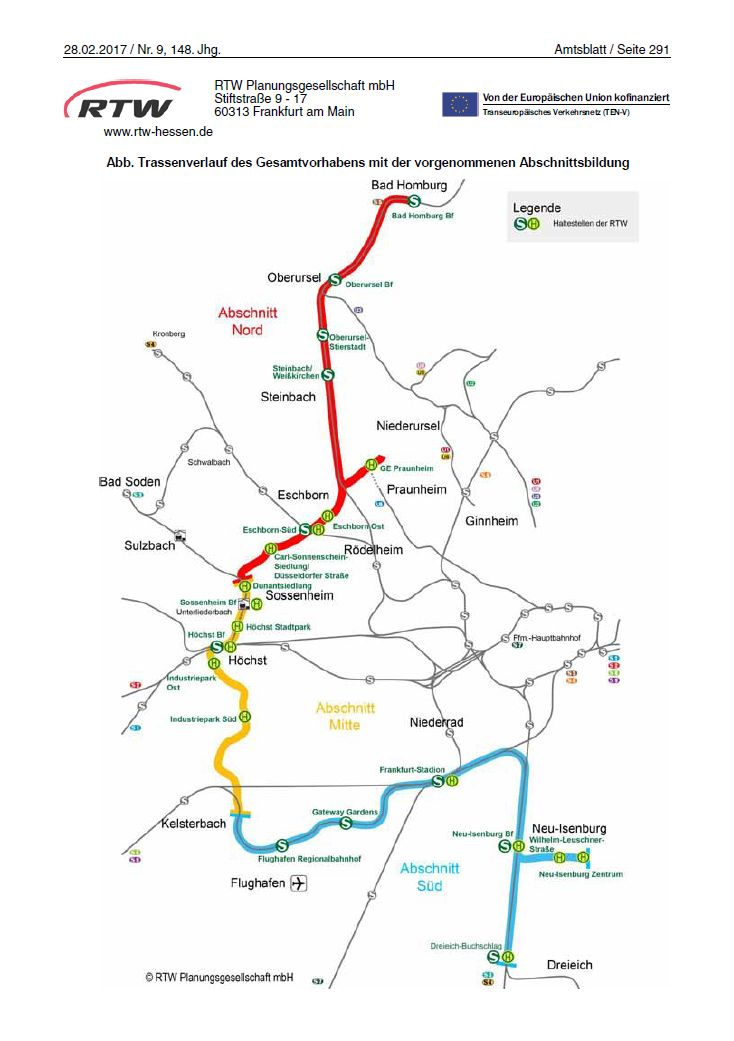
Regionaltangente West Streckenplan

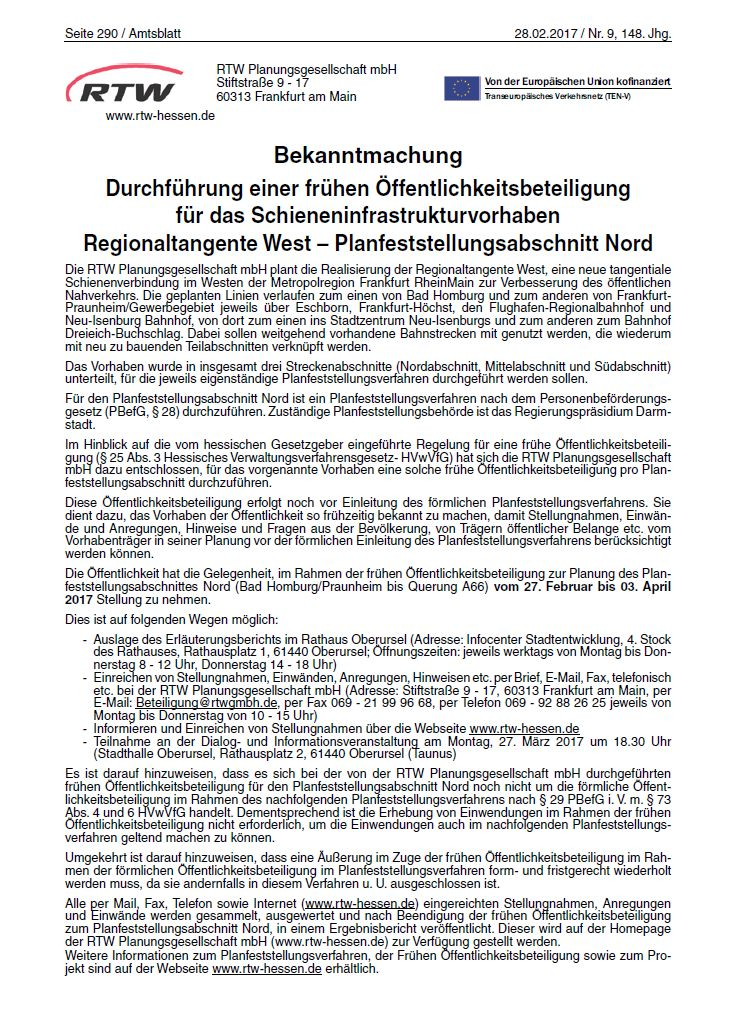
Regionaltangente West Planfeststellungsverfahren

Anfang September 2012 beschloss die Stadt Frankfurt, ihre Mittel für die Planung der Strecke um drei Millionen Euro aufzustocken. Gleichzeitig sollen auch die anderen Kommunen ihre Beiträge erhöhen, da bisher nicht die notwendigen Planungskosten gedeckt sind. Erschwerend kommt hinzu, dass Kosten von rund 500 Millionen Euro angesetzt werden und wegen 2019 auslaufender gesetzlicher Regelungen zur Förderung solcher Projekte die Finanzierung bei weitem nicht gesichert ist.
Anfang April 2013 wurde bekannt, dass sich auch die Stadt Friedrichsdorf, die am oberen Ende der geplanten Route liegt, an der Regionaltangente West beteiligen will. Die Stadt Friedrichsdorf will laut einem Bericht rund 55.000 Euro aufwenden und einen Anteil von der RTW (Regionaltangente West)-Planungsgesellschaft erwerben. Die Regionaltangente soll dereinst bis nach Friedrichsdorf reichen und von dort seine Bürger zum Flughafen und – was in den Augen der meisten Kommunalpolitiker fast noch wichtiger ist – zu den Arbeitsplätzen nach Höchst und Eschborn bringen. Bereits im Jahr 2000 gab es dazu einen Beschluss der Stadtverordneten von Friedrichsdorf, aber erst seit Dezember 2012 ist der Weg auch für interessierte Gemeinden in die Planungsgesellschaft mit offen. Falls die RTW bis nach Friedrichsdorf verlängert wird, sollen es rund 550 Personen am Tag sein, die die RTW von Friedrichsdorf aus nutzen würden. Der Grünen-Fraktionschef sieht den Vorteil der Verlängerung vor allem darin, dass den Berufspendlern eine Alternative zum Auto geboten würde, um schnell und bequem nach Höchst, Eschborn und in die nördlichen Stadtteile von Frankfurt zur Arbeit zu kommen. Bislang bleibe eine Bahn-Lücke, etwa von Steinbach bis Eschborn, die es zu schließen gelte. Einen Teil der Kosten zum Beitritt Friedrichsdorfs in die Gesellschaft der RTW übernimmt zudem der Hochtaunuskreis.
Seit Frühjahr 2015 zeigt sich auch die Hessische Landesbahn interessiert an Bau und Betrieb der Regionaltangente West. Besonders hervorzuheben ist deren Erfahrung über die Kasseler Beteiligungsgesellschaften RegioTram und Regionalbahn Kassel im Betrieb von kombinierten Eisenbahn- und Straßenbahnsystem. Diese Fahrzeugtechnologie könnte auch für die RTW in Einsatz kommen, da eine Streckenführung sowohl über S-Bahn-Strecken als auch über neu zu bauende Stadtbahnabschnitte erfolgen kann.
Im Juli 2015 gab die RTW Planungsgesellschaft bekannt, dass die Europäische Union die Planung des Projektes mit 7,6 Millionen Euro fördert. Damit seien die Kosten des Planfeststellungsverfahrens gedeckt.
Im Dezember 2015 beschloss der Magistrat der Stadt Frankfurt die Vorplanungsvorlage zur Regionaltangente West.
Im Herbst 2016 schlug der Bürgermeister von Frankfurt, Uwe Becker (CDU), ergänzend eine neue Variante der Regionaltangente Ost vor, die von Bad Vilbel über Maintal, Offenbach am Main und den Flughafen nach Mörfelden-Walldorf führen könnte.
Im Mai 2017 hat die Gesellschafterversammlung der RTW GmbH einstimmig beschlossen, Horst Amann zum neuen Geschäftsführer zu bestellen.
Im Juni 2018 wurde erneut aufgegriffen, aus der westlichen Umfahrung einen Ring um Frankfurt zu bauen, um den Hauptbahnhof weitergehend zu entlasten. Dabei wird wiederum der Fokus auf eine Verbindung von Offenbach mit Bad Vilbel und dem Flughafen gelegt.
Die Stadt Eschborn gab im Januar 2019 ihren Widerstand gegen die Regionaltangente West auf. Der Widerstand basierte auf einer Kollision der geplanten Trasse mit einem Wirtschaftsweg für den Ausbau der naheliegenden Bundesautobahn 648. Im Zuge dessen wurde Eschborns Finanzierungsanteil auf 1,7 Millionen Euro festgelegt.

### Planfeststellung
Das Planfeststellungsverfahren wurde im März 2017 eröffnet. Hierbei wurde die Strecke in drei Teilstrecken unterteilt.

#### Abschnitt Nord
Bad Homburg – Oberursel – Steinbach – Praunheim – Eschborn – Rödelheim – Sossenheim
Die öffentliche Auslegung der Planfeststellungsunterlagen des Abschnittes Nord fand vom 8. Januar bis zum 7. Februar 2018 statt; im August 2018 folgte die Erörterung. Das Regierungspräsidium Darmstadt erteilte den Planfeststellungsbeschluss im Juni 2023. Der Spatenstich war am 22. Dezember 2023. Eschborner Landwirte haben gegen den Beschluss geklagt. Der Hessische Verwaltungsgerichtshof in Kassel hat darüber zu entscheiden.

#### Abschnitt Mitte
Sossenheim – Höchst – Kelsterbach
Die Auslegung der Unterlagen sollte ursprünglich im Sommer 2018 folgen. Sie fand allerdings erst vom 22. November bis zum 21. Dezember 2021 statt. Am 1. August 2024 war der Planfeststellungsbeschluss durch das Regierungspräsidium Darmstadt erlassen.

#### Abschnitt Süd 1
Kelsterbach – Flughafen – Niederrad – Neu-Isenburg Bahnhof – Dreieich
Die Auslegung der Unterlagen des Abschnittes Süd 1 fand vom 19. August bis zum 18. September 2019 statt. Das Regierungspräsidium Darmstadt hat am 26. Januar 2022 den Planfeststellungsbeschluss für den Abschnitt Süd 1 erlassen.

#### Abschnitt Süd 2
Neu-Isenburg Bahnhof – Neu-Isenburg Stadtmitte
Dieser Abschnitt ist bezüglich der Umsetzung und des Baubeginns des angedachten Streckenverlaufs umstritten. Hintergrund ist ein Einspruchsverfahren beim Regierungspräsidium Darmstadt durch eine Bürgerinitiative gegen das derzeit offen liegende Planfeststellungsverfahren. Die Strecke soll über das ehemalige Güterbahnhofsareal bis in ein durch die Stadt Neu-Isenburg geplantes Neubaugebiet verlängert werden.
Im Juni 2023 rechnete die Planungsgesellschaft damit, den Antrag auf Planfeststellung im Jahr 2024 zu stellen.

### Fahrzeuge
Anfang 2024 schrieb die Fahrzeugmanagement Region Frankfurt RheinMain GmbH (fahma), eine Tochtergesellschaft des Rhein-Main-Verkehrsverbund die Beschaffung von Zweisystemfahrzeugen aus, die ab Dezember 2028 im Netz des RMV eingesetzt werden sollen. Der Auftrag umfasst neben der Lieferung auch die Wartung, Instandhaltung, Ersatzteilversorgung und Nebenleistungen wie Außenreinigung für eine Nutzungsdauer von 30 Jahren. Es sind voraussichtlich etwa 25 Fahrzeuge für den Regelbetrieb erforderlich, mit zusätzlichen Fahrzeugen als Reserve. Die genaue Fahrzeuganzahl wird im Rahmen der Ausschreibungsverhandlungen festgelegt. Die Hersteller haben sicherzustellen, dass die Fahrzeuge über die gesamte Lebensdauer betriebsbereit und funktionstüchtig bleiben. Die Fahrzeuge sollen mit dem Zugsicherungssystem ETCS (min. Level 1) ausgestattet sein.

## Kritik
Seit Beginn der Planungen haben sich mehrere Bürgerinitiativen in die Diskussion um die Regionaltangente West eingebracht.

### Allgemeine Kritik
Neben örtlich begrenzten Initiativen gegen aktuelle Planungen für die RTW (siehe weitere Abschnitte) gibt es auch grundsätzliche verkehrliche und rechtliche Vorbehalte. Die Kritik betrifft schon die frühe Entscheidung für eine Zweisystembahn, die aufgrund eines nicht veröffentlichten und damit auch nicht nachvollziehbaren Systemvergleichs schon in den 1990er Jahren gefallen sei. Die RTW als Zweisystembahn drohe mit ihren im Vergleich zu S-Bahnen teuren, kurzen, schmalen, langsamen und nicht barrierefreien Fahrzeugen die letzten Kapazitätsreserven im Regionalbahnhof des Flughafens suboptimal zu verbrauchen. Im Bahnhof Frankfurt Stadion werde mit der dort geplanten RTW-Brücke über die übrigen Gleise die Absicht des Bundes torpediert, eine leistungsfähige südmainische Tangente einzurichten. Die eingleisig geplanten Abschnitte der RTW würden zur Übertragung von Verspätungen auch in das S-Bahn-System führen und das Pünktlichkeitsniveau insgesamt absenken. Die Entlastung des Hauptbahnhofs durch die RTW sei zwar immer wieder behauptet, aber nicht hinreichend belegt worden. Sie sei auch nicht nötig, wenn der vom Bund geplante Fernbahntunnel für den Fern- und Regionalverkehr realisiert sei. Die Bahn begünstige den Vordertaunus und den Westen Frankfurts, die durch den Schienenverkehr bereits heute gut erschlossen seien. Handlungsbedarf bestehe eher im Osten. Die Nutzen-Kosten-Berechnungen seien nicht nachvollziehbar, da die zugrunde liegenden Annahmen nicht veröffentlicht werden und daher zahlreiche Fragen für die interessierte Öffentlichkeit, aber auch für Entscheidungsträger offen blieben. Weiter würde die Anlage einer regionalen Schienenverbindung auf der Grundlage des für Straßenbahnen geltenden Rechts nicht mit verbindlichen europa- und bundesrechtlichen Vorgaben in Einklang stehen. Diese würden den Bau und Betrieb einer solchen Bahn als Eisenbahn vorschreiben und so der Verantwortung des Bundes zuordnen. Schließlich widerspreche die geplante Finanzierung von Um- und Neubauten an Strecken und Bahnhöfen der Deutschen Bahn AG aus Mitteln des Gemeindeverkehrsfinanzierungsgesetzes, des Landes und der Kommunen den grundgesetzlichen Vorgaben. Denn das Grundgesetz bestimme in seinem Art. 87e GG, dass die Gewähr für eine dem Gemeinwohl entsprechende Eisenbahninfrastruktur dem Bund und nicht den Kommunen zufalle. Dazu müsse er sich seiner Deutschen Bahn AG bedienen. Wenn dies so sei, läge nach Art. 104a GG ihre Finanzierung alleine beim Bund. Soweit nachgeordnetes Recht etwas anderes vorsehe, wäre das nicht korrekt, denn es müsse sich zwingend innerhalb der grundgesetzlichen Vorgaben bewegen. Insbesondere liefen landesrechtliche Regelungen ins Leere, weil das Grundgesetz nähere Regelungen zur Eisenbahninfrastruktur einem Bundesgesetz vorbehalte. Die Mittel des Gemeindeverkehrsfinanzierungsgesetzes seien zwar Bundesmittel, doch dienten sie den kommunalen Verkehrsaufgaben und nicht der Erfüllung des Verfassungsauftrages des Bundes.

### Frankfurt-Sossenheim
Insbesondere in Frankfurt-Sossenheim bestand jahrelang Widerstand gegen die geplante Streckenführung durch das Sossenheimer Naherholungsgebiet Sulzbachwiesen, ein Biotop, das durch seine hohe Biodiversität im Frankfurter Stadtgebiet eine Seltenheit darstellt.
Eine lokale Bürgerinitiative bezweifelt die Notwendigkeit, eine Station Sossenheim Nord in weniger als 400 Meter Entfernung zur geplanten Haltestelle Eschborn Düsseldorfer Straße auf der anderen Seite der A 66 einzurichten. Die zusätzliche Erschließungswirkung sei wegen der neu entstehenden Station Sossenheim West (an Stelle des bisherigen Bahnhofs Sossenheim mit Regionalverkehr) gering. Die Station Sossenheim Nord könne aufgrund der räumlichen Situation weder per Bus noch durch Parkplätze erschlossen werden. Durch einen Verzicht auf die Station könnten die Sulzbachwiesen intakt bleiben und die Bahnstrecke in diesem Bereich parallel zur Autobahn trassiert werden. Dies würde auch den Bau einer zusätzlichen Brücke über die zehnstreifige A 66 einsparen, indem die vorhandene Brücke der Sodener Bahn genutzt würde. Um diese zu erreichen, müsste die neue Strecke jedoch mit einem Bogen errichtet werden, was eine Fahrtzeitverlängerung zur Folge hätte.
Der Kritik wurde durch eine Verlegung der Strecke nördlich der A 66 begegnet, wodurch auch die Station Sossenheim Nord gestrichen wurde.
Aufgrund der steigenden Zugdichte gibt es Befürchtungen, die Straße Sossenheimer Weg nach Unterliederbach könne zur „Halbtagssackgasse“ werden.

### Frankfurt-Höchst
In Frankfurt-Höchst stellt der schmale Straßenraum der Leunastraße ein Problem dar. Hier ist Grunderwerb und der Abriss weniger Wohnhäuser notwendig. Eine Alternativtrassierung mit Westumfahrung des Industrieparks Höchst wurde diskutiert, aber verworfen.

### Neu-Isenburg
In Neu-Isenburg wendet sich eine Gruppe von gleichgesinnten Bürgern besonders gegen eine Verlängerung der RTW vom ursprünglich geplanten Endhalt am ehemaligen Güterbahnhof bis zum Neubaugebiet am Birkengewann. Mit einem Halt am Güterbahnhof würden bereits 85 Prozent des Potenzials erreicht. Die Verlängerung koste mehr als sie nutze. Den Nutzen hätten vor allem auswärtige Pendler.